# Afrikaans masker

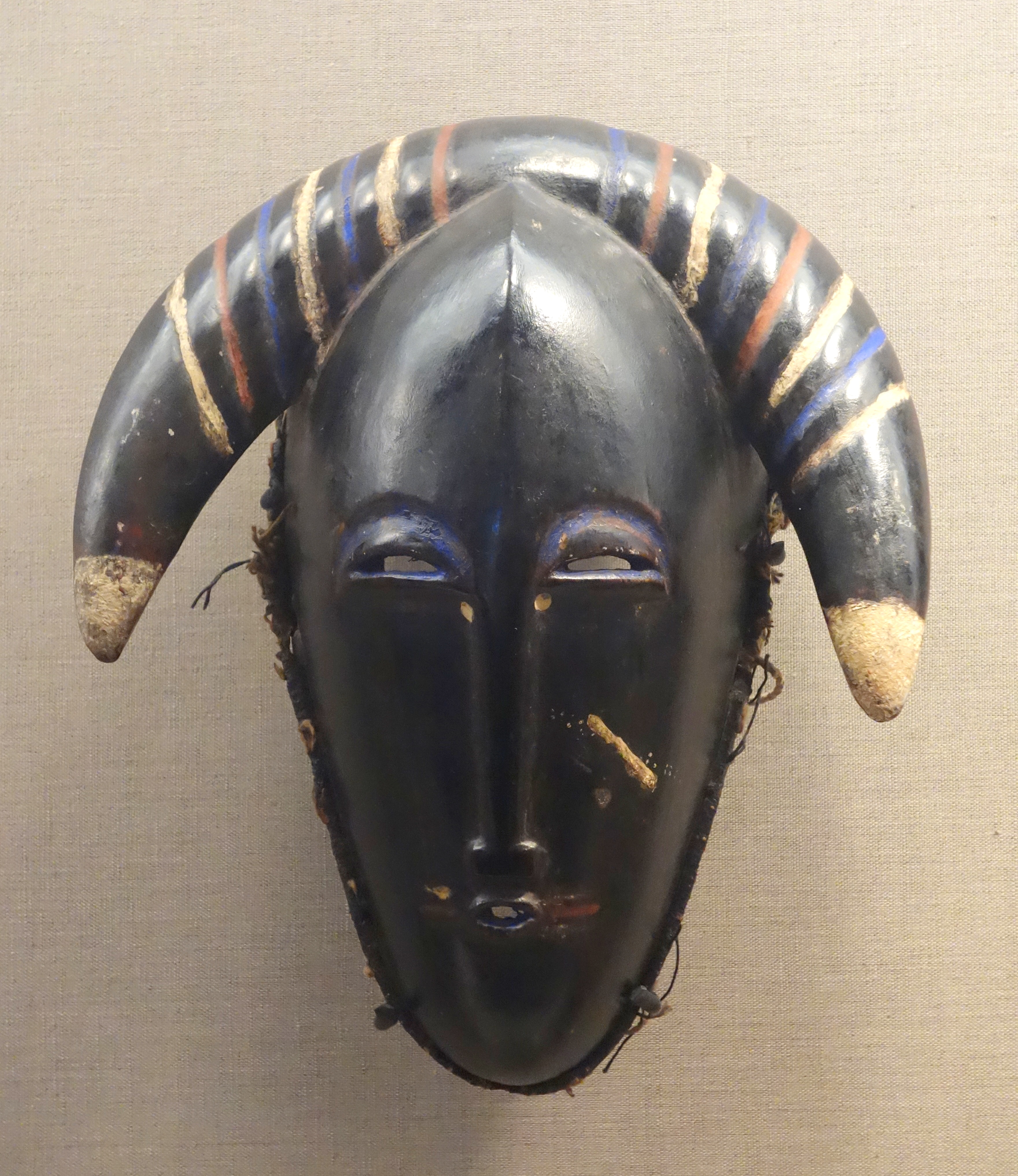
Een masker van Ligbi, begin 20e eeuw

Een traditioneel Afrikaans masker is een voorwerp dat op of boven het hoofd van een danser wordt gedragen. Afrikaanse maskers zijn onderdeel van de cultuur en religie van volkeren uit het Sub-Saharagebied van Afrika. Er zijn vele etnische groepen die maskers gebruiken. De maskers spelen een belangrijke spirituele en functionele rol in het traditionele leven.

## Westerse blik op de Afrikaanse maskers
Hoewel de eerste Europeanen, die Afrika bezochten, de maskers veelal lelijk, een uiting van de duivel of afschrikwekkend vonden, is men later de maskers gaan waarderen om hun esthetiek en het vakmanschap waarmee ze vaak gemaakt zijn. De maskers werden verzameld en zijn terechtgekomen in vele etnografische musea.  Ook dienden de maskers soms als inspiratie voor kunstenaars, zoals voor Picasso, Paul Klee en Karel Appel.

## Geschiedenis
Maskers zijn al in de vroegste geschiedenis van de mensheid gebruikt, waarschijnlijk vanuit de behoefte om een magische of religieuze beleving te koppelen aan de dagelijkse behoeften. De oudste bewijzen voor het gebruik van maskers dateren uit de steentijd. Op rotstekeningen uit deze periode zijn jagers met maskers in de vorm van een dierenhoofd afgebeeld. De primitieve mens gebruikte waarschijnlijk rituelen met maskers om de kans op jachtsucces te vergroten.
In veel culturen is het gebruik van maskers in de loop der tijd verdwenen, maar in Afrika zijn maskers tot de huidige tijd in gebruik gebleven. Waarschijnlijk is dat te danken aan de primitieve omstandigheden waarin de mensen daar leefden en nog leven. Met name aan de Westkust van Afrika, ten zuiden van de Sahara, was het gebruik uitgebreid, hoewel ook oostelijk, tot in Tanzania, maskers worden aangetroffen. Het gebied wordt in het noorden begrensd door de Sahara en aan de zuidkant door de Kalahariwoestijn. Mogelijk hangt de afwezigheid van maskers in deze woestijngebieden samen met het feit dat de mensen daar vooral leven van de veeteelt, waarop magische krachten minder effect hebben dan op gebieden waar de mensen vooral van de landbouw leven.
Missionarissen hebben veelal geprobeerd het heidense gebruik van maskers te onderdrukken. Op veel plaatsen is dat gelukt. Aan de oostkant van het continent is door de islamisering het gebruik van maskers verdwenen of verminderd. Op enkele locaties worden ondanks deze godsdiensten nog wel maskers gebruikt door de oorspronkelijke bevolking.
In de 21e eeuw worden maskers steeds minder gebruikt, onder andere omdat zoveel stammen hun culturele identiteit hebben verloren, bijvoorbeeld door verhuizingen en fragmentatie van de bevolkingsgroepen. Daarom komen de authentieke maskerceremonies in veel delen van Afrika niet meer voor.
De maskers worden echter nog wel gemaakt, veelal bedoeld als kunstobject voor de verkoop.

## De betekenis en het gebruik van maskers
Hoewel een enkele maal een masker voorkomt dat een portret is van een voorouder, houden de meeste Afrikaanse maskers verband met bovennatuurlijke wezens of geesten. Een masker vormt dan de lichamelijke omhulling van deze wezen. De masker kan dus de zetel zijn van:
- Geesten van voorouders of andere familieleden
- Figuren uit een mythische traditie, zoals goden, priesters, koningen, helden of jagers
- Natuurgeesten, symbool voor een rivier, de aarde, een boom, berg, de regen of onweer.Houten stulpmasker gebruikt door het Sandevrouwengenootschap. Een van de zeldzame maskers gedragen door vrouwen.
- Geesten die ziekten veroorzaken, of vruchtbaarheid brengen
- Geesten die bezetenheid kunnen veroorzaken

De vormgeving van het masker staat voor een buitenstaander niet in verband met de betekenis.
Maskers worden gebruikt bij allerlei feesten, dansen en rituele ceremonies. Het kan dan zowel gaan om sociale als om religieuze gebeurtenissen. Maskers worden vooral gebruikt bij iedere overgang naar een andere fase in het menselijk leven, bijvoorbeeld bij geboorte, bij initiatie naar de volwassenheid, bij een huwelijk of bij de overgang naar een andere status in de gemeenschap zoals bij de initiatie in een genootschap, en natuurlijk bij overlijden en begrafenis. Maar de maskers worden ook gebruikt bij belangrijke voorbereidingen, zoals voorbereiding van de jacht of oorlog met een andere stam. Succes in de jacht, in de oorlog, of na een gewone marktdag, kunnen ook gevierd worden met een maskerdans. Ten slotte worden maskers gebruikt bij magische rituelen, hekserij, bij het verdrijven van geesten, bij reinigingsrituelen of bij de terechtstelling van misdadigers.
Meestal zijn het de leden van een genootschap die het masker dragen. In verreweg de meeste gevallen zijn het genootschappen van mannen. Een uitzondering is het Sandegenootschap, dat uit vrouwen bestaat van het Mendevolk. Door de vrouwen van die bevolkingsgroep wordt een masker gebruikt dat ''Sowei'' genoemd wordt, en een ideaal van vrouwelijke schoonheid weergeeft.
Maskers hebben – naast de bovennatuurlijke toepassingen – ook diverse praktische toepassingen. Zo zorgen ze ervoor dat men zich houdt aan allerlei sociale, hygiënische regels. Maskers spelen een rol bij de opleiding van jonge mensen, zitten processen voor en spreken recht. Bij het rechtspreken heeft een masker het voordeel dat de rechter die het masker draagt anoniem is. Daardoor zal het oordeel worden geaccepteerd zonder persoonlijke vijandschap.
Ten slotte worden maskers ook gebruikt voor entertainment. Dit soort feestelijkheden hebben ook altijd een educatief doel. Terwijl sommige maskers zingen, dansen of grappen maken, vertellen andere maskers verhalen of er mythische helden of dragen zij epische gedichten voor. Ook de maskers die voor amusement gebruikt worden, ziet men echter als manifestatie vanuit de geestenwereld.

## De maskerdans

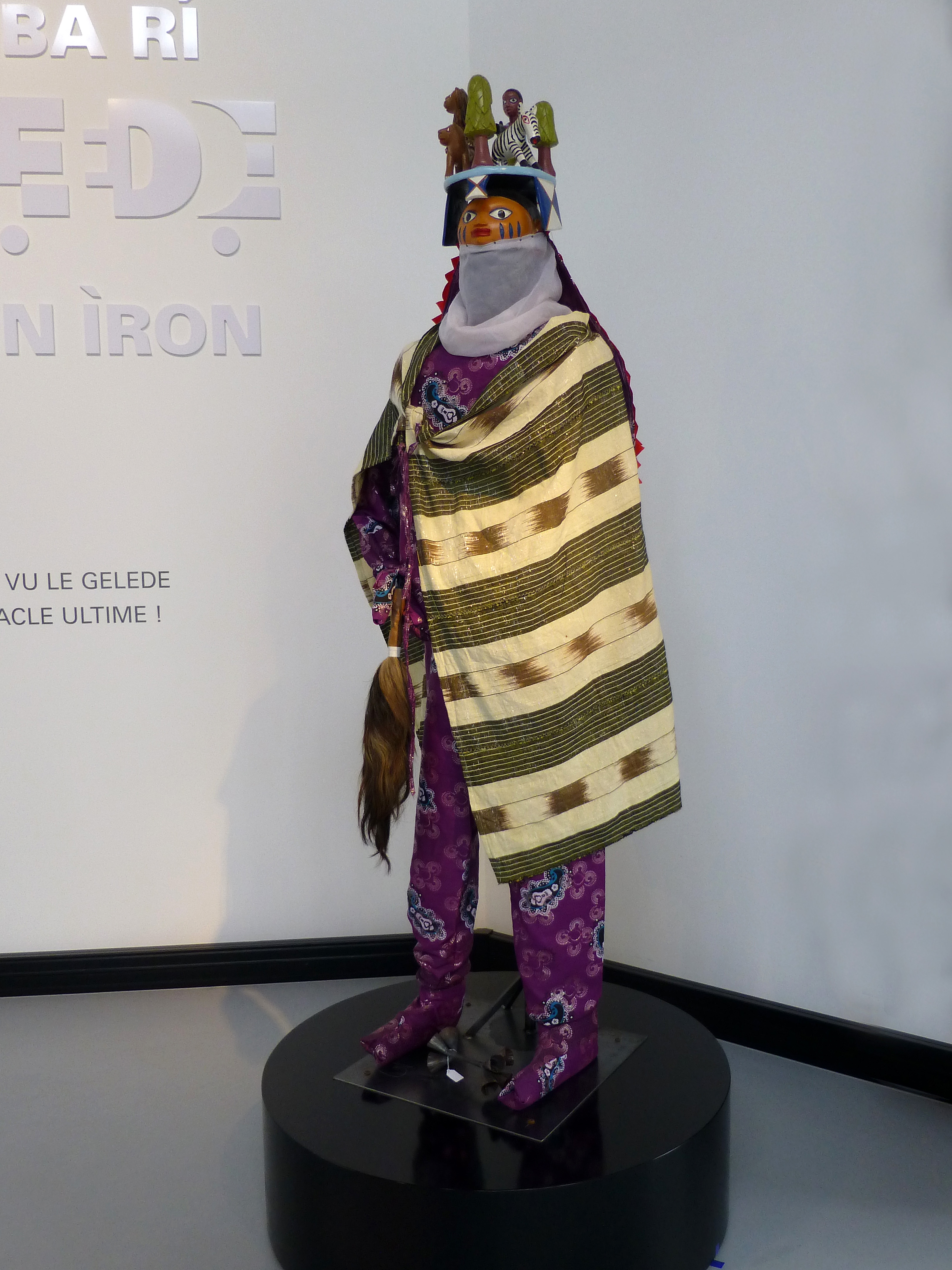
Gelede masker, Musée Vodou, Straatsburg

Maskers worden vaak gebruikt tijdens een maskerdans. In het traditionele Afrikaanse leven speelt de dans een zeer grote rol. Volgens vele Afrikaanse mythen bestond Ritme al aan het begin van de tijd. Soms wordt Ritme zelfs gezien als de schepper van de wereld en zijn bewoners. Ritme is in die visie een onzichtbare vloeistof die door alle levende wezens loopt. De maskers zijn daardoor onverbrekelijk verbonden met het ritme, dat uitdrukking vindt in muziek en dans. De maskers zijn ontworpen om te bewegen, hoewel ze ook wel in stilstand worden gebruikt, bijvoorbeeld om iemand advies te geven.
Het dragen van een masker tijdens een maskerdans of op een ander moment is voor de drager een manier om te ontsnappen aan het dagelijks leven. Als iemand een masker draagt verdwijnt de eigen identiteit. De persoon is niet meer zichzelf, maar de figuur met het kostuum en masker wordt werkelijk de geest waar het masker voor staat. De drager wordt deelgenoot van de hogere krachten in het universum, kan met deze krachten werken en kan ze gebruiken voor een nuttig doel. De drager komt in contact met zijn voorouders, met overleden familieleden en andere symbolische figuren, of het nu mensen zijn of dieren. De danser raakt in trance, niet alleen door het dragen van het masker, maar ook door de muziek (meestal alleen slaginstrumenten), door de dans zelf, door gezang en gebed.
De mensen die toekijken voelen ook de aanwezigheid van deze geestverschijning als een realiteit, die het lichaam van de danser heeft overgenomen. De toeschouwers kunnen hierdoor in een collectieve trance geraken. Dit toekijken kan angst veroorzaken, als de geest ziekte brengt of misoogst. Maar de maskerceremonie kan ook hulp betekenen, als de geesten welvaart of leiderschap brengen in moeilijke tijden.
Het masker is in elk geval het medium – de link tussen de mens en het bovennatuurlijke. De taal van de maskers kan daarbij alleen worden begrepen door mensen die een initiatie hebben doorstaan. De danser met het masker ontvangt tijdens zijn trance berichten van geesten of voorouders. Die berichten komen naar buiten via kreunen, grommen of andere geluiden die voor de toeschouwers niet begrijpelijk zijn. Er is dan een vertaler nodig, die de berichten van de geesten of voorouders vertaalt. De vertaler zal een gerespecteerd persoon uit de gemeenschap zijn.

## Vormgeving en soorten maskers
De Afrikaanse gebruikers van maskers hanteren een bredere definitie voor een masker dan alleen het deel wat voor het gezicht geplaatst wordt. Het hele kostuum dat de drager omhult is onderdeel van het masker. Het masker in engere zin is dus altijd een onderdeel van het gehele kostuum van de persoon die het masker bij een ritueel draagt.
De maskers worden ingedeeld naar draagwijze als volgt:
1. gezichtsmaskers: het masker wordt alleen voor het gezicht gedragen. De ogen hebben gaten waardoor de kijker kan zien. Voorbeelden hiervan worden gevonden bij de Dan uit Liberia
2. stulpmasker of gezichtshelmmasker: het masker omvat het gehele hoofd. Voorbeelden worden gevonden bij de Bassa uit Liberia
3. helmmasker: de helm bedekt alleen de bovenste helft van het hoofd. Deze worden o.a. gebruikt door de Diola uit Senegal
4. voorhoofdsmasker: het masker wordt gedragen op het voorhoofd, bijvoorbeeld bij de Guro in Ivoorkust
5. hoofdtooi: een ornament boven op het hoofd, bijvoorbeeld door de Bamana uit Mali
6. schoudermasker, dat op de schouders rust.

Naast deze gedragen maskers bestaan er ook miniaturen. Die kleine maskers worden op het lichaam gedragen, of worden zorgvuldig bewaard. Het zijn amuletten die worden geacht bescherming te bieden aan de eigenaar.

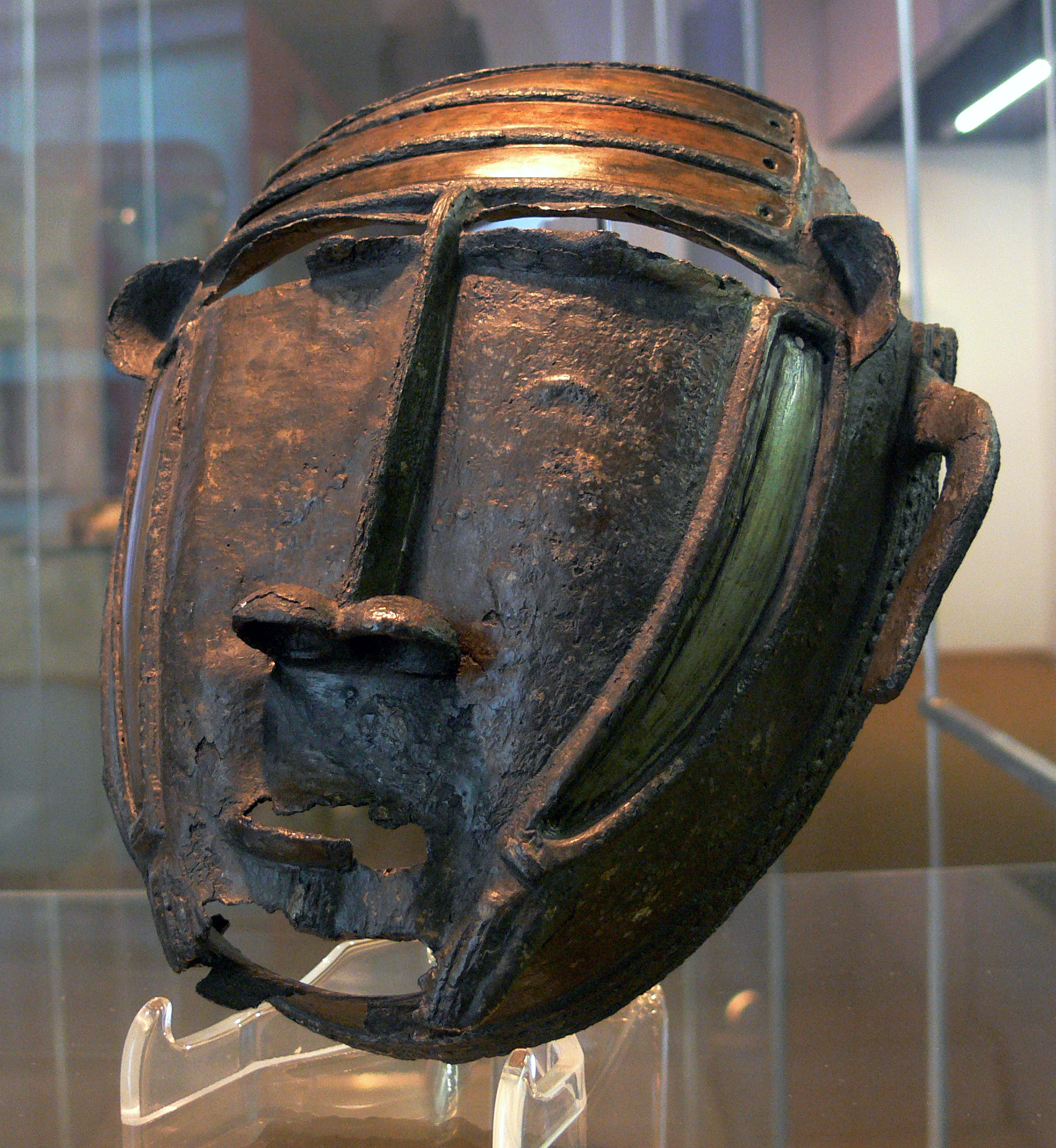
1. Een gezichtsmasker
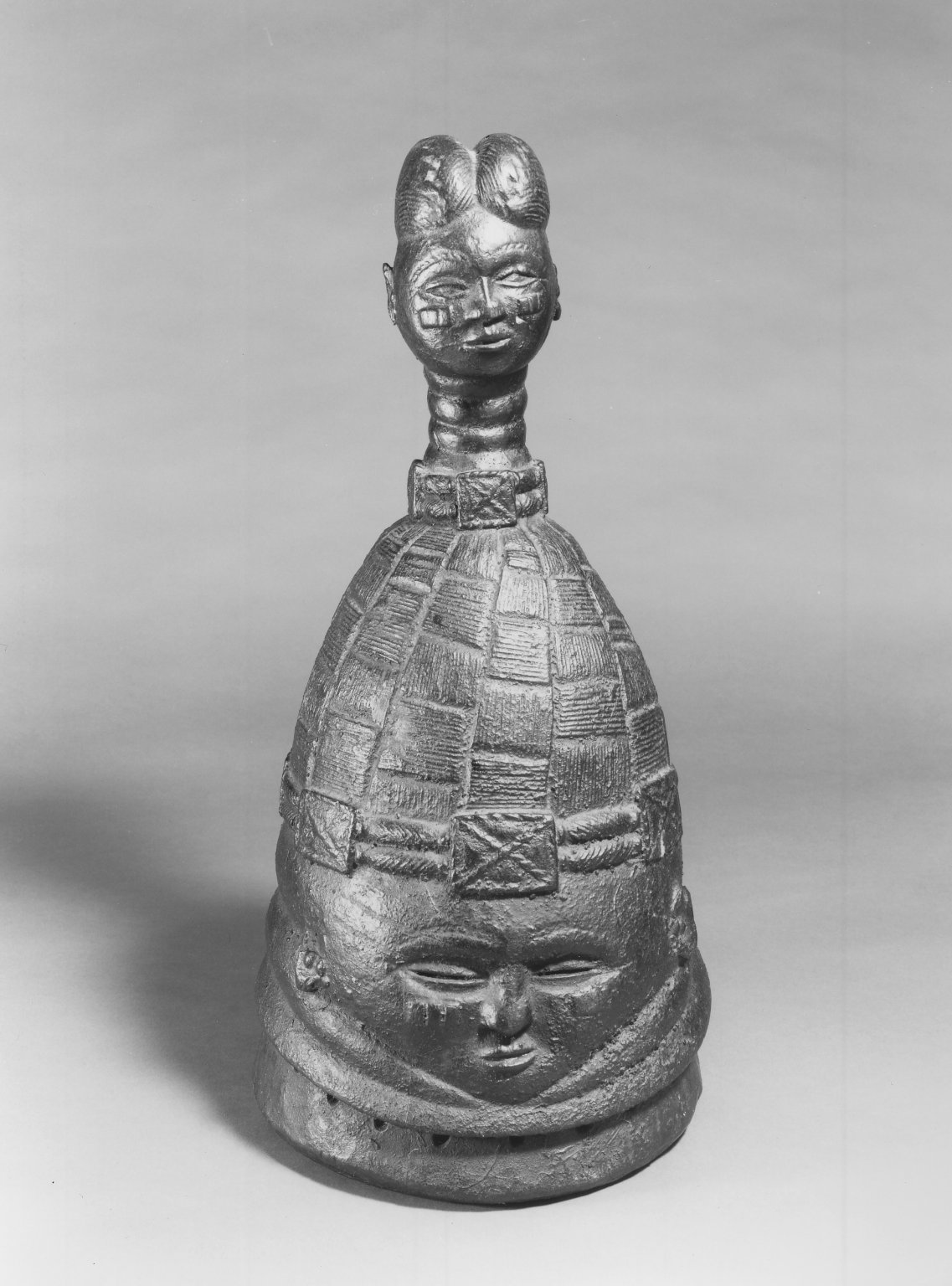
2. Stulpmasker van de Borwu
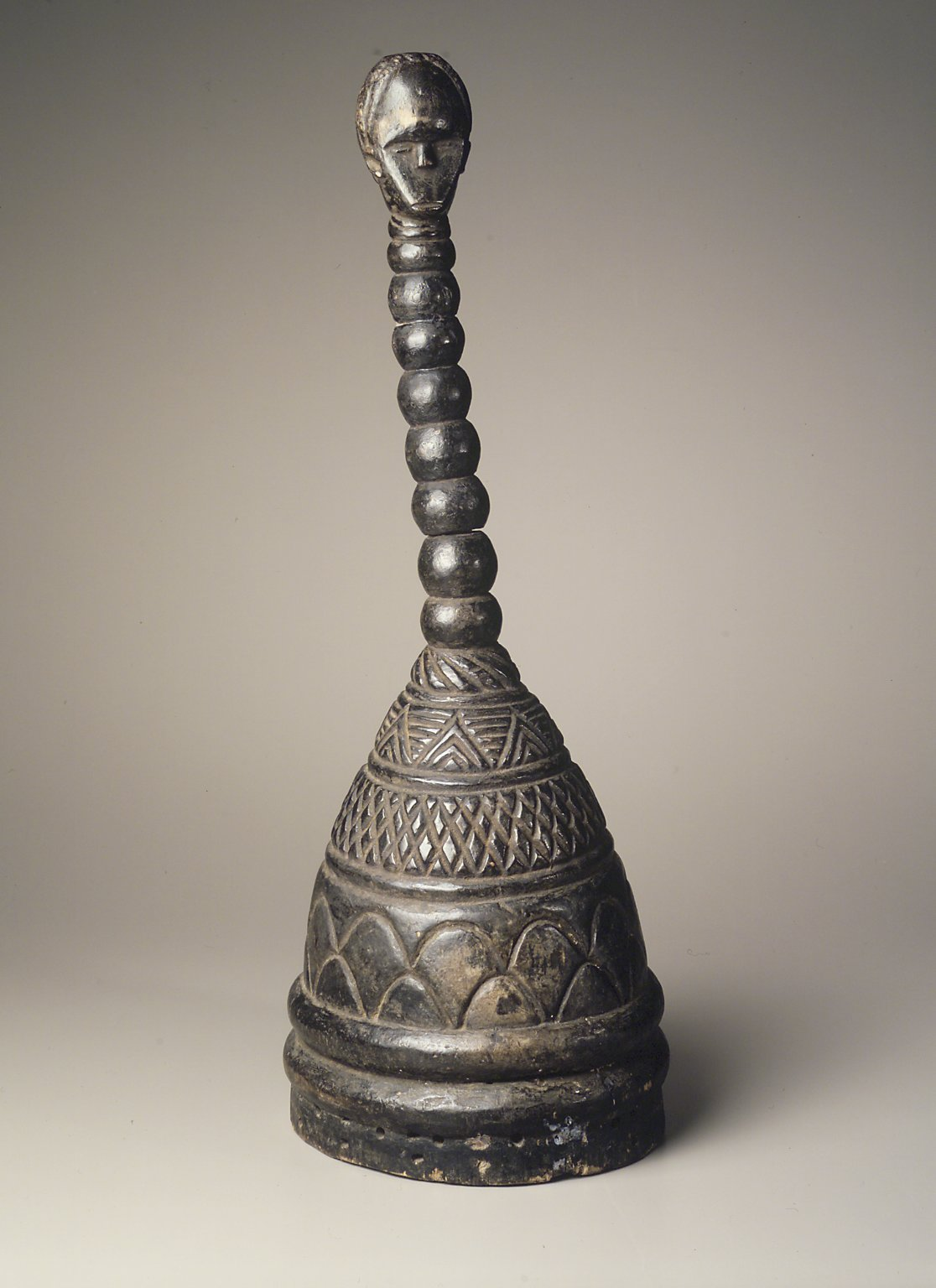
3. Een helmmasker van de Gbetu
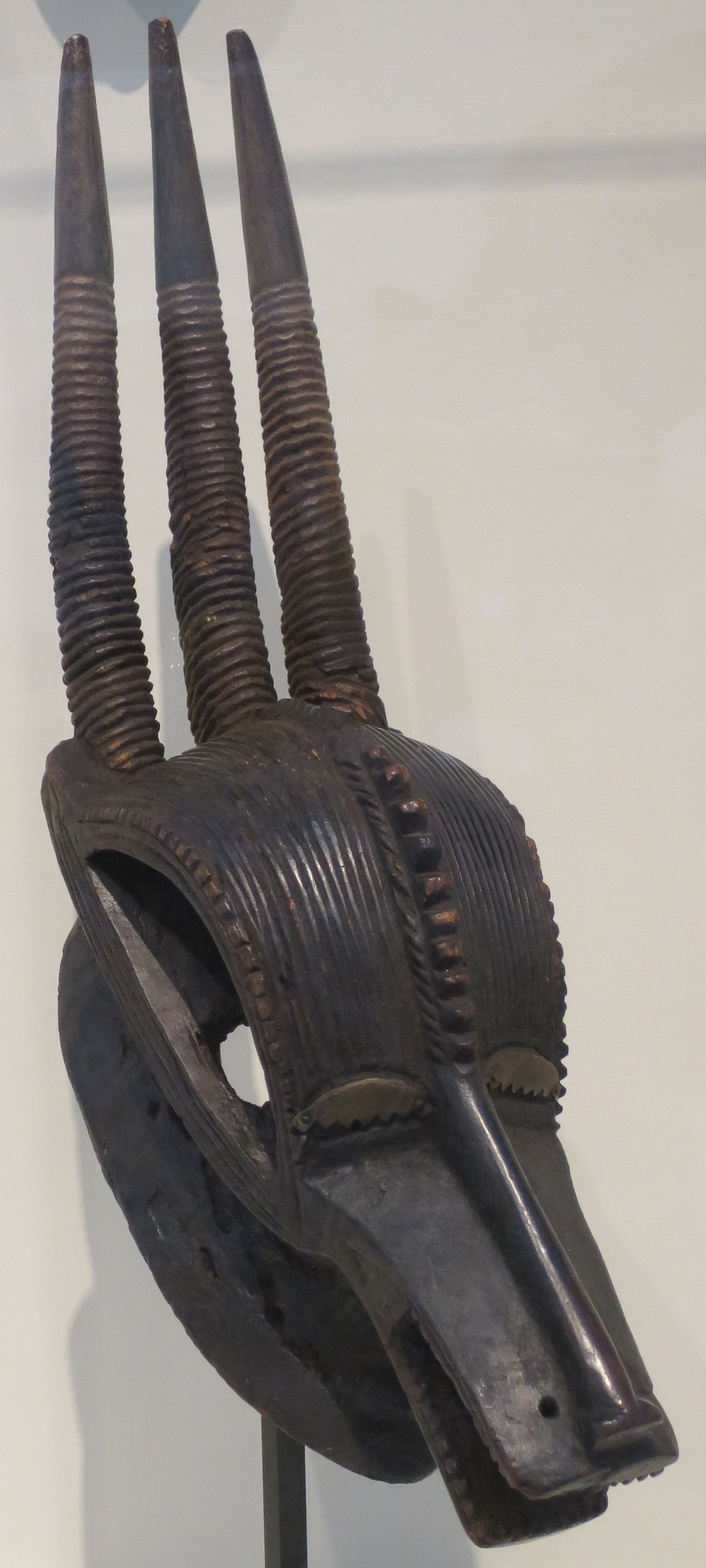
4. Een masker van de Guro of Baule dat op het voorhoofd gedragen wordt
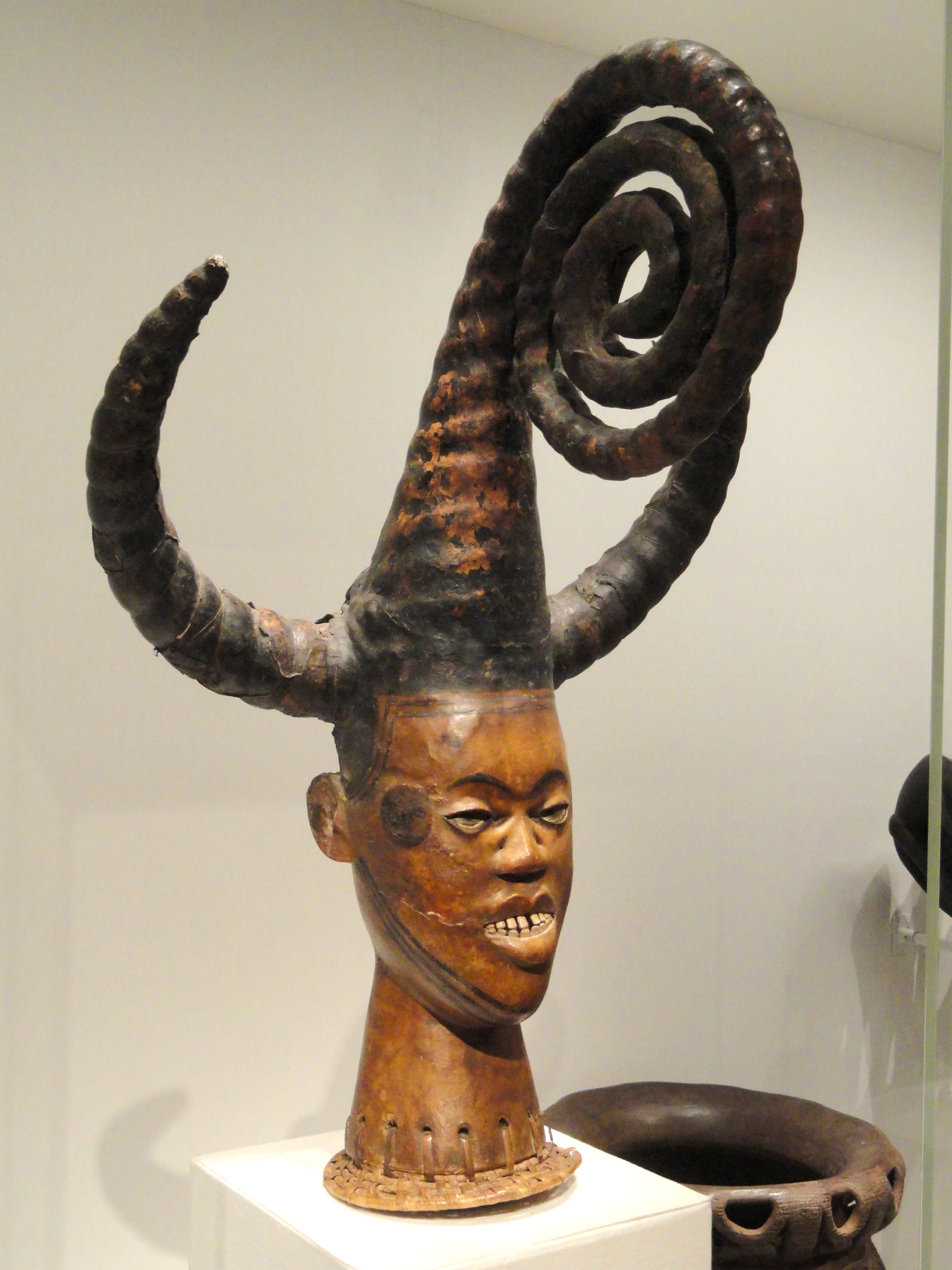
5. Een hoofdtooi van de Ejaghams
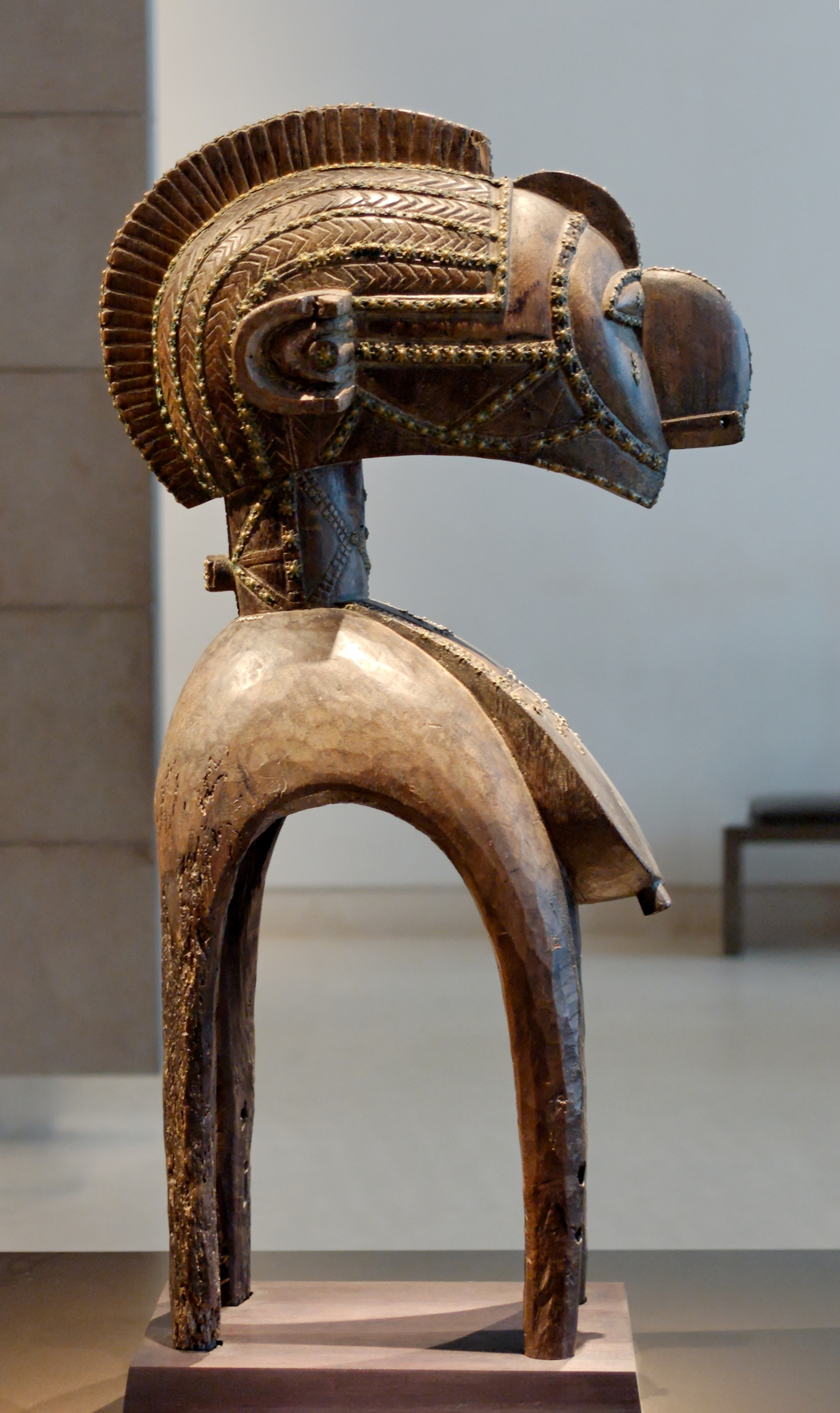
6. Schoudermasker van de Baga
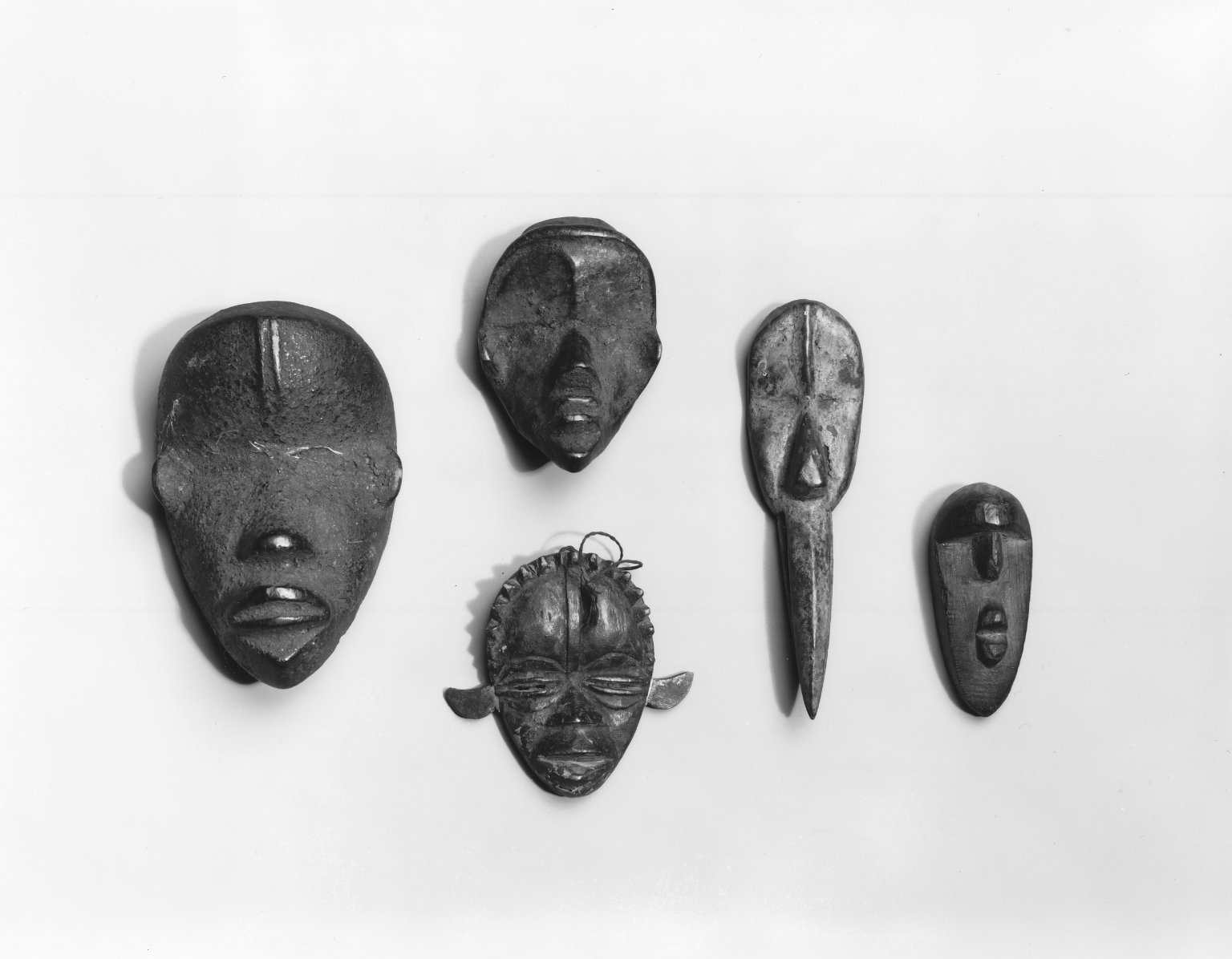
Een collectie miniatuurmaskers

Bij de vormgeving van de maskers spelen twee trends een rol:
- Het streven om het onderwerp natuurgetrouw weer te geven
- Het streven om te stileren, om individuele details weg te laten.

Maskers lijken daarom wel op een mens of dier, maar zijn daarbij tevens een abstractie. De maskers staan voor een "idee" en niet voor een persoon of individueel dier. Dit kan zover gaan dat het masker bijna abstracte vorm krijgt.

### Onderwerpen
Maskers kunnen het menselijk gezicht tot onderwerp hebben, maar vaak worden ook dieren gebruikt, of combinaties van verschillende dieren. In enkele gevallen zijn maskers volledig abstract.

### Bijzonderheden

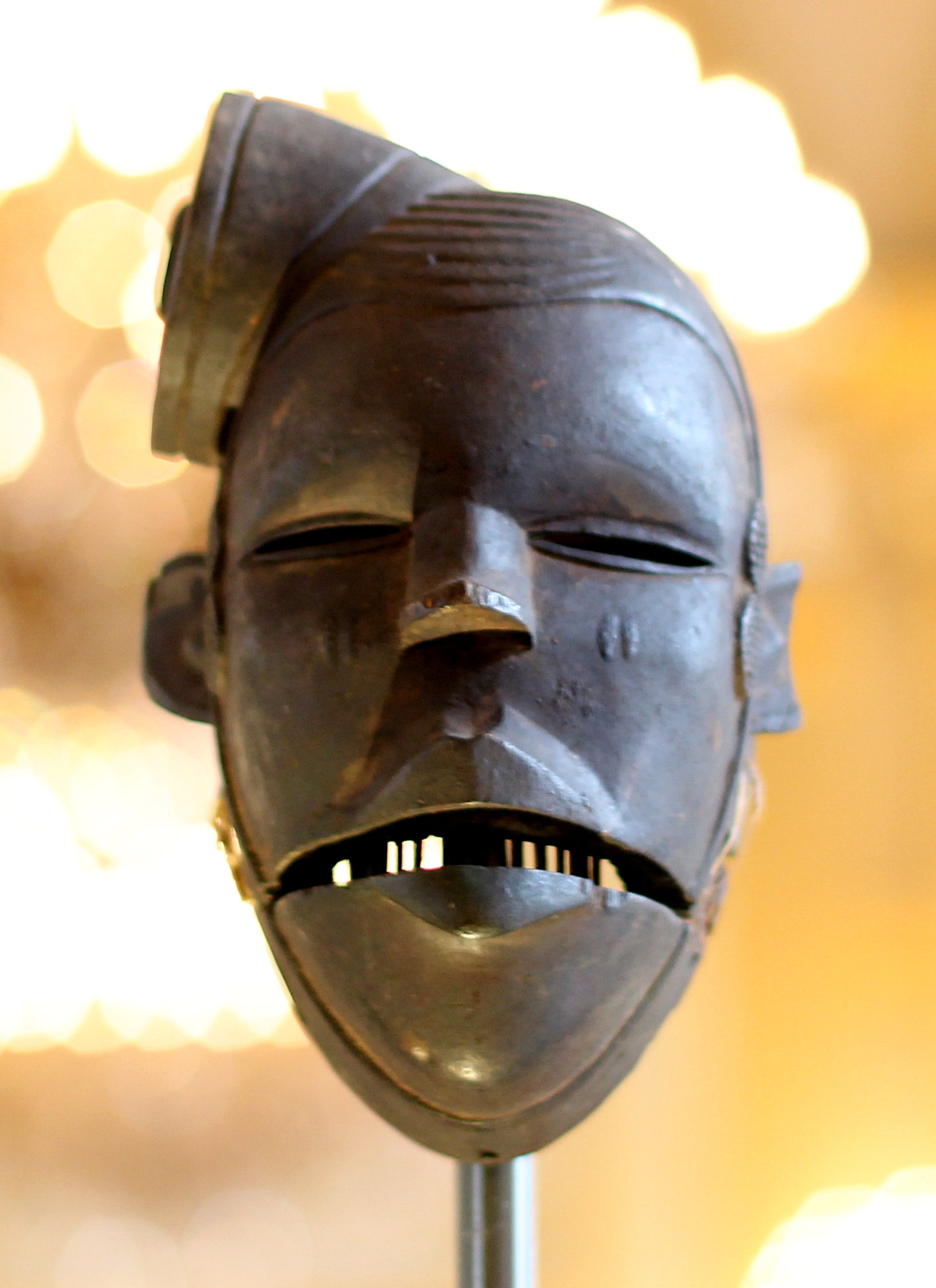
Ogonimasker met een beweegbare onderkaak.

Sommige maskers hebben bewegende delen. Zo maken de Ogoni maskers met een beweegbare onderkaak.

## Materialen

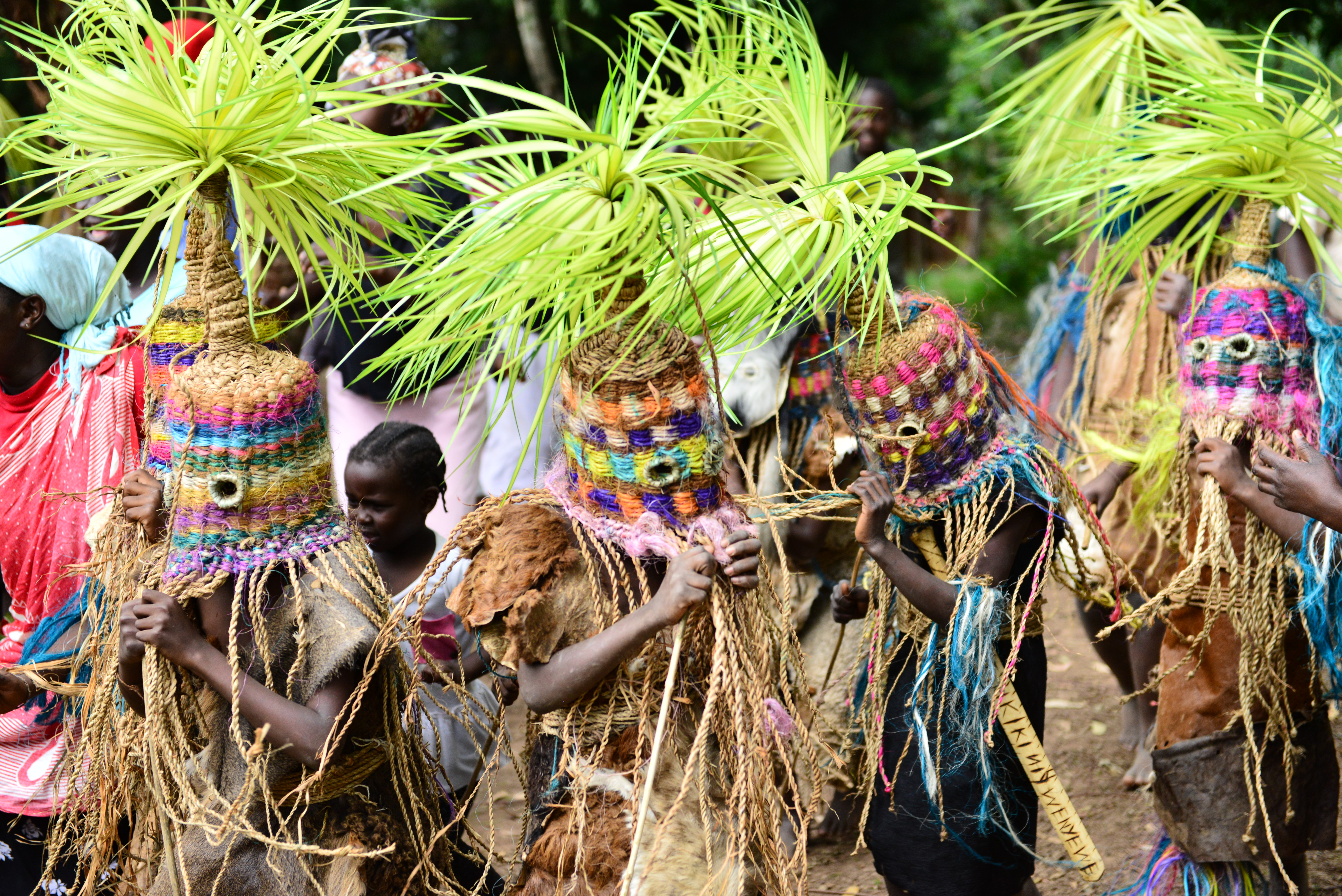
Gekleurde maskers van touw gedragen door jongens van de Tiriki

Hout is het meest gebruikte materiaal voor Afrikaanse maskers, vaak gecombineerd met kleine onderdelen ter decoratie, zoals schelpen, haar, bot, tanden, metaal, maar ook met de spiegeltjes en kralen die westerse bezoekers meebrachten. Meestal wordt hout gebruikt van eerder omgehakte bomen die een tijdlang gedroogd zijn. Soms wordt echter ook vers hout gebruikt (met name door de Dan). Als het houten masker klaar is wordt het geschuurd met bepaalde ruwe bladeren. Het gladde oppervlak wordt ten slotte ingewreven met sap van planten om een kleur te krijgen, of beschilderd met minerale pigmenten. Tegenwoordig wordt ook wel moderne verf op oliebasis gebruikt. Een andere manier van kleuren is het masker boven een rokend vuur te hangen in een speciale hut, waardoor het masker een diepbruine kleur krijgt. Het patina dat een oud masker heeft verkregen over de jaren is het resultaat van het telkens inwrijven met olie, hetgeen ook nodig is om het scheuren van het hout te voorkomen.
Maskers worden ook wel gemaakt van een deel van de harde schil van een kalebas, waarop klei of koeienmest wordt geplakt om het masker vorm te geven. Sommige stammen maken maskers van gehamerd of gegoten brons of messing. Ook worden maskers van perkament aangetroffen, bijvoorbeeld gemaakt van de huid van een antilope. Minder duurzame maskers worden gemaakt van touw, raffia, wol, etc..
Miniatuurmaskers worden gemaakt van duurzame materialen, zoals ivoor, brons of zelfs van goud. Deze kostbare kleinoden dienen als amulet.

## Levenscyclus van maskers
Sommige maskers worden slechts eenmaal gedragen en worden daarna weggegooid of verbrand, omdat de functie is vervuld. Zo overleven initiatiemaskers zelden de ceremonie. Andere maskers worden juist vele malen gebruikt en met veel aandacht bewaard en verzorgd.

### De opdracht om een masker te maken
Nieuwe maskers kunnen nodig zijn om een oud en versleten masker te vervangen. Versleten kan ook in figuurlijk zin betekenis hebben: het oude masker kan zijn magische krachten verloren zijn. Een dorpsoudste kan opdracht verlenen om een nieuw masker te maken.

### De kunstenaars
De makers van de maskers zijn veelal anonieme kunstenaars, maar soms is de werkwijze van een en dezelfde kunstenaar te zien in meerdere maskers. Om maskermaker te kunnen worden moet een jonge man eerst vele jaren in de leer gaan bij een ervaren leermeester. De leerling begint met het maken van kopieën en helpt de leermeester bij de dagelijkse besognes. Er is geen formeel diploma. Als de leerling zich volleerd voelt begint hij een eigen werkplaats. Het leerproces omvat niet alleen de complexe techniek van het maskers maken. Een maskerkunstenaars moet ook veel kennis bezitten op spiritueel, symbolisch en sociaal terrein.
De kunstenaars kiezen dit beroep vrijwillig, ze kunnen het als een roeping zien, maar ook wordt de kunst wel doorgegeven door een familielid. Het beroep van maskermaker is echter geen fulltime bezigheid. De kunstenaar heeft naast zijn werk aan maskers ook andere bezigheden, waarmee hij zijn familie kan onderhouden. Hij heeft ook tijd voor zijn sociale verplichtingen. In een enkel geval zijn de kunstenaars zo begaafd dat zij buiten de grenzen van hun dorp gewild zijn. Zij ontvangen geld en gunsten van ver weg gelegen groepen. De hoeveelheid masker die een kunstenaar aflevert wordt niet als belangrijk gezien; sommige legendarische kunstenaars hebben slechts 10 maskers gemaakt tijdens hun hele leven.
In de meeste gevallen werkt de maker in opdracht, hoewel hij in zijn werkplaats een aantal voorbeelden zal hebben. Vaak wordt gewerkt aan de hand van traditionele ontwerpen en worden slechts kleine variaties aangebracht. De behoefte aan vernieuwing, die in de westerse kunst zo een grote rol speelt, zijn in de traditionele Afrikaanse cultuur afwezig. Wel vindt er een langzame evolutie plaats van de ontwerpen. In een enkel geval voert een kunstenaar grote innovaties door, die mogelijk door anderen worden overgenomen worden. De kunstenaar ziet dat dan niet als een eigen creatieve inbreng, maar ziet dat als inspiratie vanuit de geestenwereld. Een innovatie die wel impact heeft gehad, is de introductie van metaal en de techniek van het legeren van verschillende metalen.
Omdat een masker zoveel magische krachten heeft, moet de maker zich tijdens het maakproces aan allerlei regels en rituelen houden. In de eerste plaats moet de maker zich houden aan de instructies van de persoon die functioneert als religieus hoofd van de gemeenschap.
De maker zal – na de eerste rituelen – beginnen met het zoeken van het benodigde materiaal, meestal hout. Vervolgens zal hij zich terugtrekken op een eenzame plaats, afgeschermd van toekijkers.
De kunstenaar zal de masker zo mooi mogelijk willen maken, teneinde de voorouders tevreden te houden. Ook kan alleen een mooi maskers de vereiste rol spelen bij de communicatie met de hogere krachten. Een mooi masker leidt dus tot een beter resultaat.

### Gereedschap
Bij het maken van een masker gebruikt de kunstenaar een handbijl, diverse messen, waaronder een krom mes om uithollingen te maken, en een priem om gaten te maken. Deze gereedschappen worden vaak ook als heilig gezien. Soms ontvangen de gereedschappen ook offers, voordat ze gebruikt worden.
Om het masker glad te maken gebruikt de kunstenaar ruwe bladeren, lianen, dierenhuid, zand, stenen of stukjes bot.

### Inwijding van het masker
Als het masker klaar is, zal een korte ceremonie gehouden worden om de geest te bewegen om van het oude naar het nieuwe masker te verhuizen. Meestal wordt daarbij bloed gesprenkeld van een geofferd dier.

### Het bewaren van maskers
De maskers worden op een geheime plaats bewaard door de eigenaar of door het dorpshoofd. Soms bewaart de kunstenaar het masker. De maskers mogen niet gezien worden door mensen die niet de initiatie tot het betreffende genootschap hebben doorlopen. Vaak zijn verschillende functionarissen belast met het bewaren van de maskers, en de zorg die het masker nodig heeft.
De maskers moeten namelijk ook gevoed worden. Ze ontvangen offers en worden bijvoorbeeld besprenkeld met dierlijk bloed.

### Het einde van een masker
Ouderdom geeft aan een masker een grotere spirituele kracht, omdat de kracht van vele generaties aan dat masker is gegeven. Als een masker echter niet meer bruikbaar is bij de rituelen, zal het vernietigd worden. Hetzelfde lot wacht een masker dat per ongeluk of door termieten beschadigd is geraakt. Sinds westerlingen Afrika bezoeken worden oude maskers ook wel verkocht.

## Lijst van bevolkingsgroepen die maskers gebruiken (onvolledig)
- Bambara, Mali. Dit volk kent diverse leeftijdsgroepen voor mannen, met elk hun eigen maskers.
- Dogon, Mali. Dit volk gebruikt maskers bij onder andere een grootschalige dodendans, die elke 5 jaar plaatsvindt.
- Malinké, wonen in een groot gebied van Senegal tot Burkina Faso
- Bidjogo, eilanden van Guinee-Bissau
- Baga, Guinee
- Senufo, Ivoorkust
- Yakuba, Ivoorkust
- Baule, Ivoorkust
- Kuba, Congo-Kinshasa
- Suku, Congo